# Fraserburgh
Fraserburgh (in gaelico scozzese: A' Bhruaich; in Scots: The Broch o Faithlie), è una città di oltre 12 000 abitanti della Scozia nord-orientale affacciata sul Mare del Nord, facente parte dell'area amministrativa dell'Aberdeenshire e della contea tradizionale con lo stesso nome. È il più grande porto europeo per la pesca di frutti di mare, con un pescato di oltre 12 000 tonnellate nel 2008, ma è anche un grande centro per la pesca del pesce bianco e un industrioso porto commerciale.

## Geografia fisica
È situata nell'estremità nordorientale dell'Aberdeenshire, 64 Km a nord di Aberdeen e 27 Km a nord di Peterhead.

## Storia
Il nome della città significa, letteralmente, 'borgo di Fraser'. Divenne baronia nel 1546. Nel 1570, la famiglia Fraser fece costruire un castello (il Castello Fraserburgh).
Nel 1592, è stato rinominata Fraserburgh da una carta della Corona sotto il re Giacomo VI. Sir Alexander Fraser fu nominato governatore della città come Lord Saltoun. Il Royal Charter ha anche dato il permesso di costruire un college e un'università a Fraserburgh permettendo a Lord Saltoun di nominare un rettore, un preside, un vice principale e i professori.

## Società

### Lingue e dialetti
Nella città è diffusa una variante molto forte della lingua scozzese, chiamata dialetto dorico. Questa parlata è talmente stretta che il documentario Trawlermen prodotto dalla BBC nel 2006 è stato sottotitolato in inglese in alcuni episodi per risultare comprensibile agli spettatori.

## Economia
Fraserburgh è fortemente dipendente dall'industria della pesca, che offre il 60% dei posti di lavoro della città.
BrewDog, il birrificio indipendente più grande della Scozia, è stato fondato a Fraserburgh nel 2007, ma nell'autunno del 2012 la produzione è stata drasferita nella vicina Ellon.

### Gemellaggi
- Bressuire, dal 1990.

## Galleria d'immagini

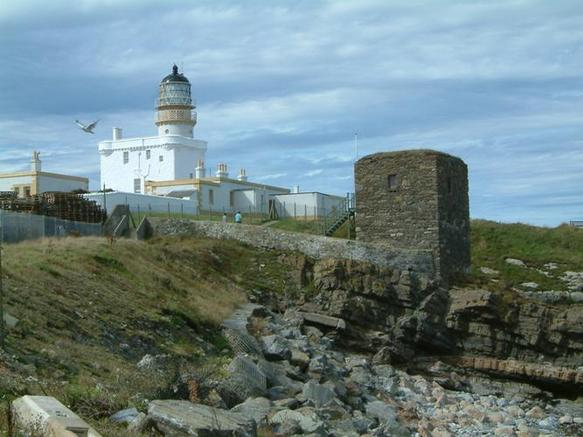
Kinnaird Head e l'antica "Wine Tower"
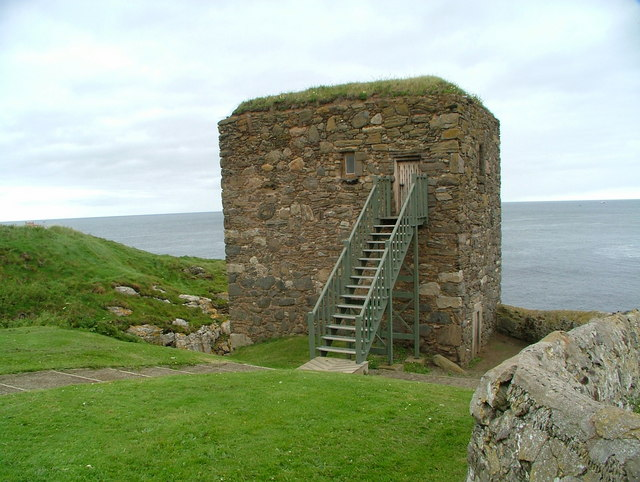
La "Wine Tower"
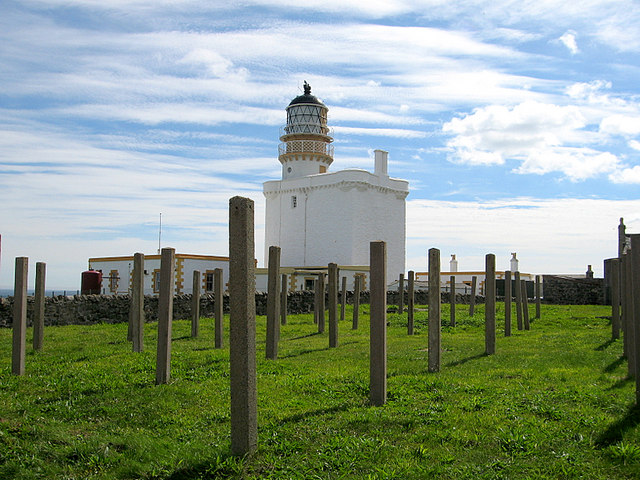
Kinnaird Head
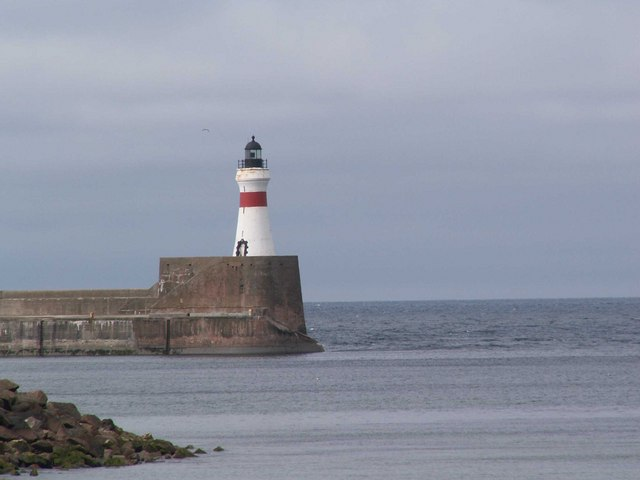
Il faro del porto
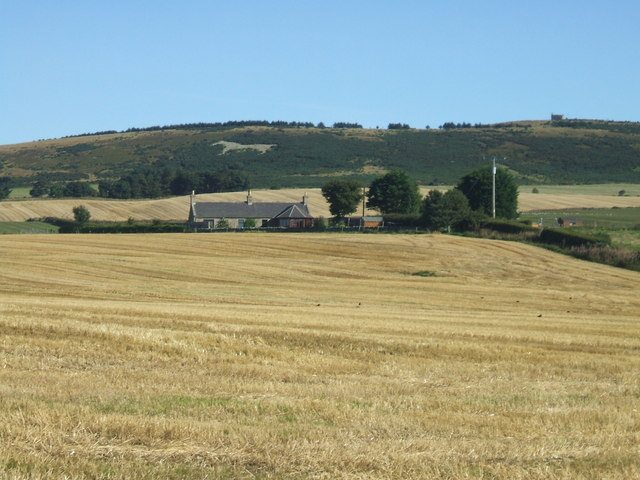
Il White Horse sulla Mormond Hill
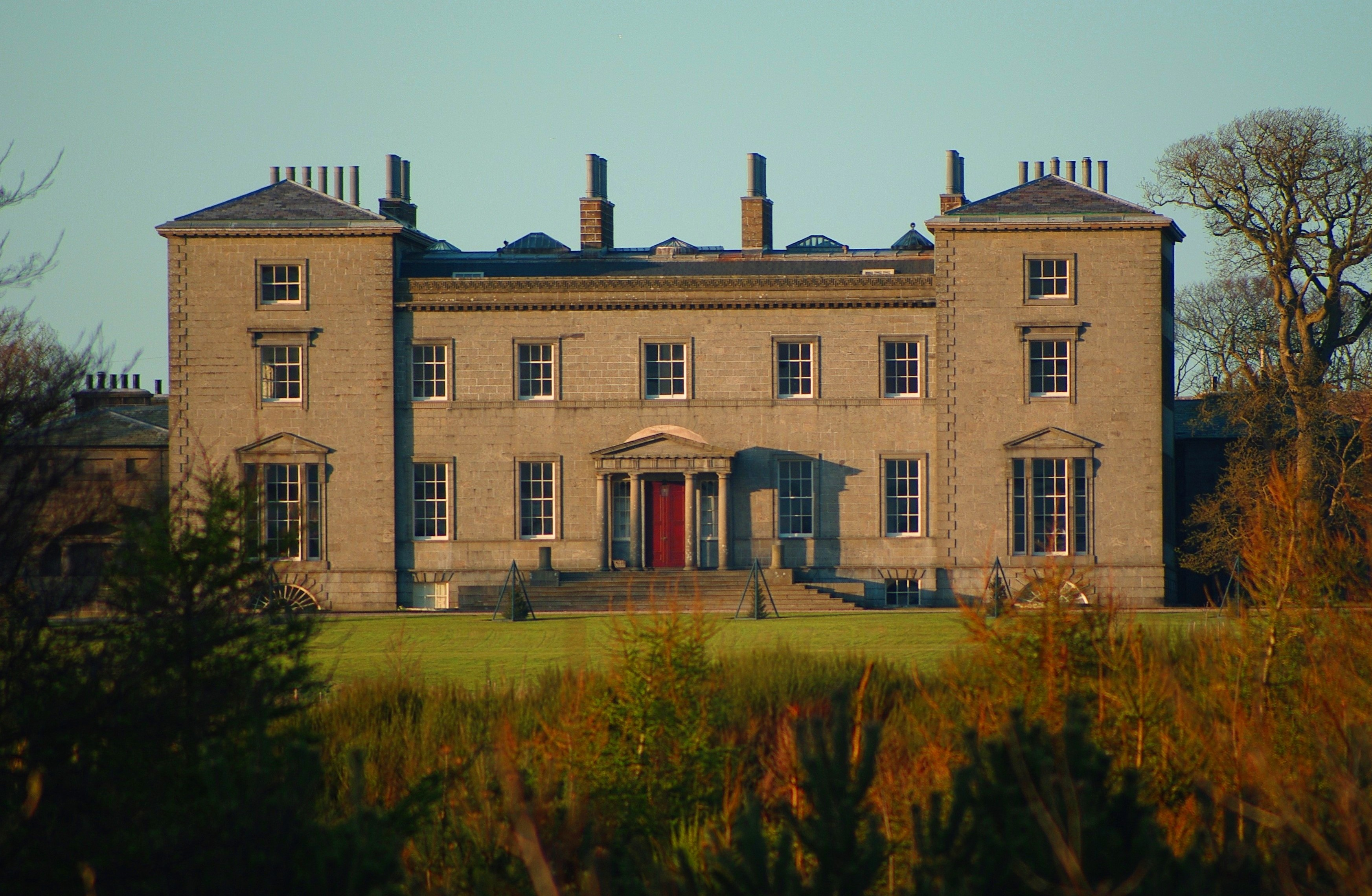
Cairness House vicino a Fraserburgh
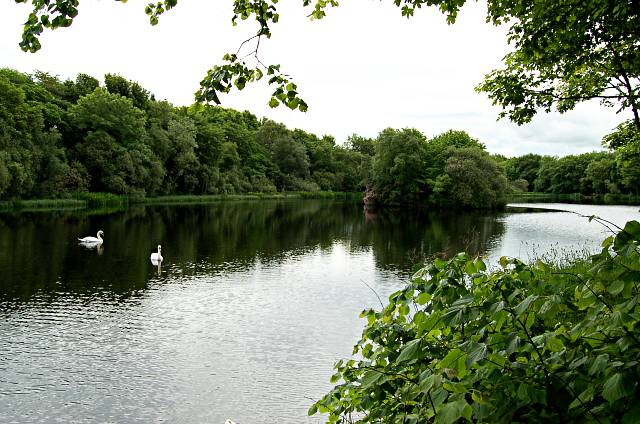
Parco nei pressi di Fraserburgh